# Ulica Trybunalska w Bydgoszczy

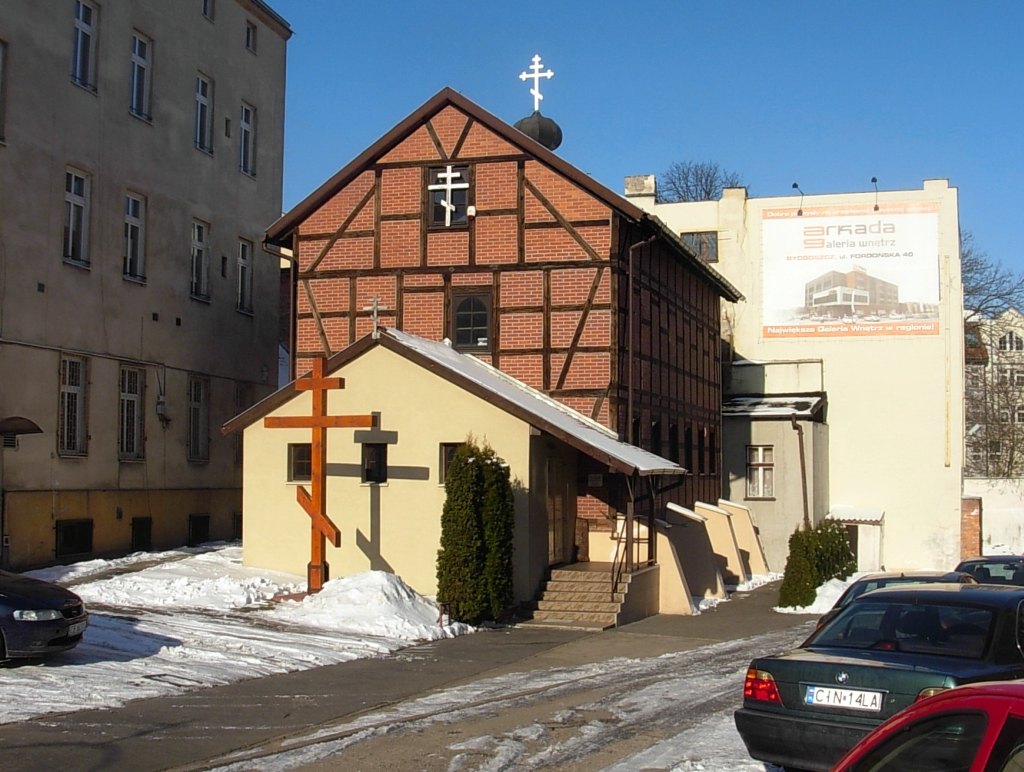
Budynek cerkwi z wejściem od ul. Trybunalskiej

Ulica Trybunalska w Bydgoszczy – ulica na terenie Starego Miasta w Bydgoszczy. 

## Położenie
Ulica znajduje się w południowej części Starego Miasta. Rozciąga się na kierunku północ-południe, od ulicy Pod Blankami do ul. Wały Jagiellońskie. Jej długość wynosi ok. 65 m.

## Historia
Ulica Trybunalska, mimo że częściowo znajduje się na terenie bydgoskiego miasta lokacyjnego, powstała dopiero w XIX wieku.
Nie ma jej zarówno na planie Gretha z 1774 r., jak i na planie Lindnera z 1809 r. W XV-XVIII wieku na terenie otaczającym dzisiejszą ulicę znajdowała się w części północnej – zabudowa mieszkalna i gospodarcza, a w części południowej – fosa miejska oddzielona od miasta murem. Na początku XIX wieku fosa miejska już nie istniała, a obniżenie wykorzystano na założenie mieszczańskich ogrodów – zarówno wewnątrz, jak i na zewnątrz muru miejskiego.  
Uliczka powstała dopiero po wytyczeniu w latach 1835–1840 ul. Wały Jagiellońskie wraz z Nowym Rynkiem. Na planie z 1854 r. stanowi ona połączenie ul. Pod Blankami z Nowym Rynkiem, biegnące obok ul. Przesmyk, zablokowanej wówczas przez budynek loży masońskiej. Na planie z 1876 r. ulicę otacza zabudowa pierzejowa jedynie od zachodu (częściowo), podczas gdy od wschodu istnieje zielony skwer. 
Uliczka aż do lat 60. XX w. stanowiła główne połączenie Starego Miasta z Nowym Rynkiem. Dopiero po przebudowie ul. Wały Jagiellońskie na dwujezdniową arterię drogową, została od niego odcięta, a rolę głównego traktu wiodącego z ul. Długiej na skarpę szwederowską zyskała ul. Przesmyk.
W 2006 r. na skwerze między ulicami: Trybunalską, Pod Blankami i Przesmyk, usytuowano pomnik Kazimierza Wielkiego.
Ulica została ujęta w Planie Rewitalizacji Bydgoszczy  (modernizacja nawierzchni).

### Nazwy
Ulica w przekroju historycznym posiadała następujące nazwy:
- 1875–1920 - Kreuzstraße
- 1920–1939 - Trybunalska
- 1939–1945 - Sundergang
- od 1945 - Trybunalska

## Zabudowa
Po zachodniej stronie ulicy Trybunalskiej znajdują się dwa zabytkowe obiekty: stara octownia o szachulcowej konstrukcji, zaadaptowana przez Bank Pekao S.A. oraz dawny spichlerz, zaadaptowany w 1981 r. przez parafię prawosławną w Bydgoszczy.